# Forcipiger
Poissons-pincettes, Poissons-papillons long bec
Genre
Forcipiger est un genre de poissons de la famille des Chaetodontidae (les « poissons-papillon »).

## Description
Ce genre compte selon les classifications 2 ou 3 espèces, de morphologie très proche. Ce sont de petits poissons-papillons triangulaires et jaune vif, avec une tête noire sur la moitié supérieure et blanche sur la moitié inférieure. Chez F. longirostris la fin de la joue est ponctuée de points noirs. Chez les deux espèces, un point noir peut être présent ou pas sous la queue, qui est translucide. Le museau est fin et très allongé, terminé en pince, adapté pour aller chercher de la nourriture dans les anfractuosités et entre les corallites. Il est plus long chez F. longirostris.
F. Wanai n'est pas jaune vif comme les deux autres espèces, mais jaune-brun avec juste une bande verticale jaune vif près de la tête.
Les deux espèces principales partagent approximativement la même aire de répartition (très vaste) dans l'Indo-Pacifique, ce qui les rend souvent difficiles à identifier sous l'eau, du fait de la finesse des détails discriminants.

## Liste des espèces
Selon FishBase (11 novembre 2016) et World Register of Marine Species (11 novembre 2016) :
- Forcipiger flavissimus Jordan & McGregor, 1898
- Forcipiger longirostris (Broussonet, 1782)
- Forcipiger wanai Allen, Erdmann & Jones Sbrocco, 2012

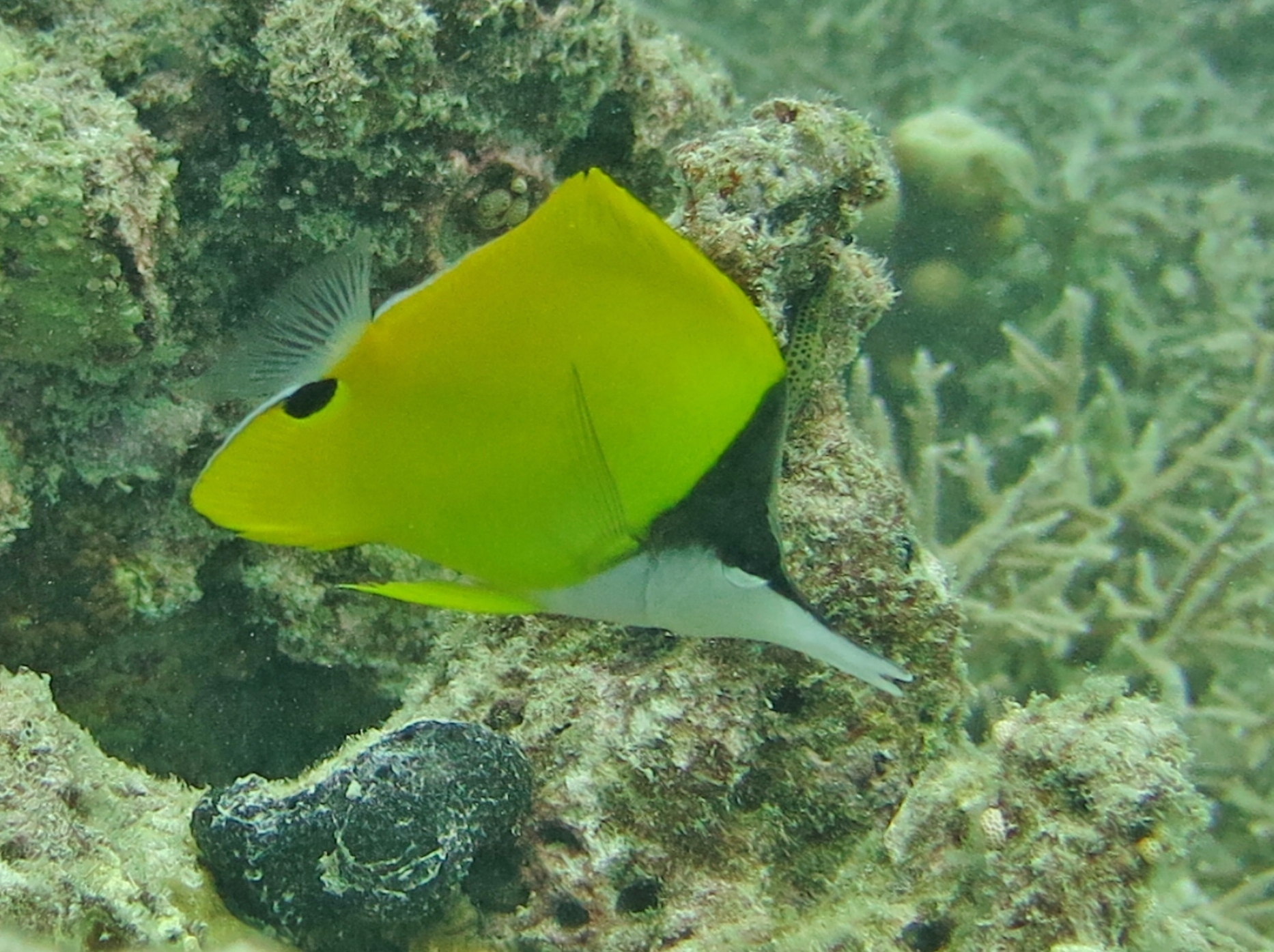
Forcipiger flavissimus
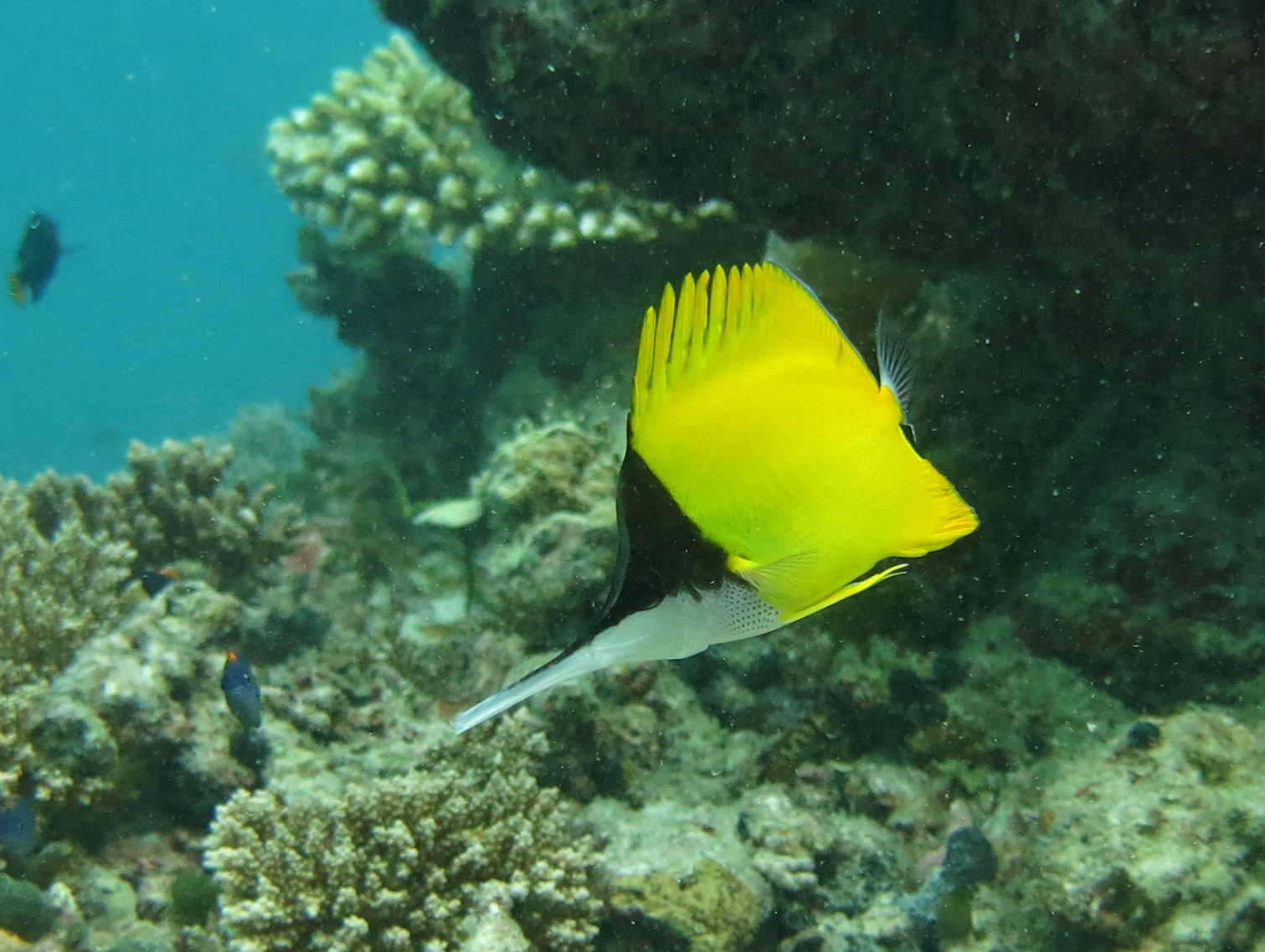
Forcipiger longirostris